# Raciunki
Raciunki (biał. Рацюнкі; ros. Ратюнки) – wieś na Białorusi, w obwodzie witebskim, w rejonie brasławskim, w sielsowiecie Słobódka.

## Historia
W latach 1921–1939 wieś leżała w Polsce, w województwie nowogródzkim (od 1926 w województwie wileńskim), w powiecie brasławskim, w gminie Brasław a następnie w gminie Słobódka. 
Według Powszechnego Spisu Ludności z 1921 roku zamieszkiwało wieś 46 osób, 31 było wyznania rzymskokatolickiego, a 15 prawosławnego. Jednocześnie 40 mieszkańców zadeklarowało polską przynależność narodową, a 6 białoruska. Było tu 8 budynków mieszkalnych. W 1931 w 9 domach zamieszkiwały 62 osoby. 
Wierni należeli do parafii rzymskokatolickiej w Słobódce. Miejscowość podlegała pod Sąd Grodzki w Brasławiu i Okręgowy w Wilnie; właściwy urząd pocztowy mieścił się w Słobódce.